# Sopha Thammavong
Sopha Thammavong (ur. 22 czerwca 2002) – laotańska zapaśniczka walcząca w stylu wolnym. Brązowa medalistka igrzysk Azji Południowo-Wschodniej w 2023 roku.